# 猫啼温泉
猫啼温泉（ねこなきおんせん）は、福島県石川郡石川町（旧国陸奥国・明治以降の旧磐城国）にある温泉である。

## 泉質
- 単純弱放射能冷鉱泉
  - 源泉温度8.0℃

## 温泉地
温泉街はないものの、今出川の流域に2軒の旅館が存在する。
当地にある旅館を舞台とした小説も書かれている。内田康夫の『十三の墓標』、舟橋聖一の『ある女の遠景』などである。

## 歴史
平安時代中期の女流歌人、和泉式部に縁があるとされる温泉である。開湯伝説によれば、和泉式部が京に上る際に、愛猫を当地において行ってしまった。その置いていかれた猫は、主人である和泉式部を探して啼き続けたと言われている。このことから、温泉名に猫啼温泉とつけられたといわれる。この猫は、その後に病にかかるものの、当地の温泉に浸かった事により元気を取り戻した。このことで、鉱泉の効能に地元の人たちが気づき、湯治場として発展することとなった。

## アクセス
- 車：あぶくま高原道路玉川ICから国道118号で約20分程度、東北自動車道須賀川ICから国道118号で約40分程度
- 鉄道：水郡線磐城石川駅から徒歩15分程度